# Institución Deportiva Colegio Nacional de Iquitos
El Colegio Nacional Iquitos, conocido también por sus iniciales CNI, fue un club peruano de fútbol con sede en la ciudad de Iquitos. Fue fundado en 1926.

## Historia

### Fundación
El 20 de mayo de 1926 se realizó una reunión de 47 alumnos del Colegio Nacional Iquitos, su director, Pedro A. del Águila Hidalgo y Aguilar Isabel, con el propósito de establecer la Asociación Deportiva Colegio Nacional Iquitos.

### Llegada a Primera
Desde la creación de la Copa Perú en verano de 1967, CNI clasificó al hexagonal final del campeonato durante 5 años seguidos (1967 - 1971), pero era ahí donde quedaba eliminado y sin opciones de ascenso; en 1972 no clasificó entre los seis. 
Para la 7ma edición de 1973 (iniciada a mediados de 1972) CNI volvió a clasificar a la ronda final pero nuevamente fracasó al finalizar en la última casilla del Hexagonal; no obstante el gobierno peruano decretó que la zona oriental del país debía tener un representante en la Primera División Peruana. El equipo de esta parte del Perú que había finalizado mejor había sido el CNI por lo que tuvo el ascenso directo y ese mismo año 1973 debía debutar en la primera categoría nacional.

### Temporadas en Primera División (1973-1983)
CNI inició su camino en la máxima división nacional, en el Descentralizado 1973, siendo el primer equipo de la selva que llegaba a Primera. No obstante, el haber ascendido únicamente por normativas, se vio reflejado en el nivel del equipo iquiteño. Los loretanos finalizaron el campeonato en la decimoquinta posición, a un solo lugar de descender y retornar a la Copa Perú.
Uno de sus dos mejores rendimientos fue en 1977, cuando empató el primer lugar con Melgar en el final de la primera etapa del campeonato nacional, después de una victoria en el Cuzco contra Cienciano con un gol de Henry Perales. En la fase posterior a la nacional el título y la Copa Libertadores de clasificación, el equipo no pudo mantener su posición de primer lugar y perdió la oportunidad de ganar el campeonato, finalizando en el cuarto puesto del campeonato.
En las temporadas siguientes, CNI no pudo repetir y superar la hazaña conseguida en 1977, ya que finalizó del noveno puesto para abajo, sin poder acceder ni siquiera a las rondas finales del campeonato peruano. Una nueva campaña destacable, se produciría en 1983. CNI finalizó en el cuarto lugar del Descentralizado y accedió a la ronda final del campeonato, terminando en el quinto puesto, siendo igual un puesto reconocible pese a no clasificar a ningún torneo internacional.

### Grupos Regionales y Copa Perú (1984-1992)
CNI fue el único equipo de la selva que, en el inicio de los Campeonatos Regionales, estuvo en la Zona Metropolitana (Lima Metropolitana). El Descentralizado 1984 fue otra de las campañas memorables del equipo loretano. Terminó en el sexto puesto del Grupo Metropolitano, punto que igual le valió para acceder al Campeonato Descentralizado. En este, finalizó en el segundo lugar, a tan solo 1 punto del Sport Boys (campeón de la temporada) y también de poder haber sido el primer y único campeón de la selva peruana hasta la fecha. Lastimosamente, por finalizar en aquel segundo lugar, fue reagrupado en una Liguilla de clasificación, donde terminaría en el cuarto puesto del torneo de ese año. Una vez más, quedando en dicha posición y siendo el único equipo de su región que finalizó dos veces en este meritorio lugar.
En las temporadas siguientes, CNI continuó en el Grupo Metropolitano y llegaba a acceder a la siguiente ronda como lo era el Descentralizado, pero no llegaba a superar la campaña recordada que había tenido, hasta incluso llegando a salvar la categoría en 1986.
Para 1989, los iquiteños fueron cambiados de grupo, pasando a integrar las filas del Grupo Este (Zona Oriente). En dicha edición, llegó hasta el Descentralizado, pero solo culminándolo en la media tabla y al año siguiente, no clasificó de su grupo. Como se anunciaba que para 1992, los Campeonatos Regionales serían suprimidos, a la zona del oriente solo se le dejaría con un equipo participante. CNI llegó a ganar en lo que a su área comprendía, pero se quedó en el repechaje al Descentralizado, perdiendo contra Defensor Lima. Pese a ello, fue uno de los dos equipos del área oriental que mejor estuvo en esa temporada, pero debido a que solo iban a tener un cupo, se debió jugar un repechaje. Enfrentaron a Deportivo Bancos (Pucallpa) a partido único, venciendo los loretanos 4-1 y siendo los únicos sobrevivientes de la selva al final de los Campeonatos Regionales.
En 1992, CNI tuvo un comienzo sorprendente con Henry Perales como entrenador obteniendo el segundo lugar de la clasificación en la primera mitad del Campeonato Descentralizado 1992. Sin embargo, los problemas institucionales se levantó y el equipo no produce los mismos resultados que en la segunda mitad del torneo y la CNI fue relegado a la Copa Perú, después de una derrota 5-0 contra el León de Huánuco.

### Efímero retorno a Primera (2009-2011)
Ya participando en la Copa Perú, en los años: 1993 (pese a tener al goleador de la Finalísima, Richard Vinatea), 1996 y 1997; CNI llegó hasta la última ronda del certamen, pero ahí perdía toda chance de ascenso. No obstante, el 11 de diciembre de 2008, CNI regresó a la máxima categoría. CNI fue subcampeón en la fase final de la Copa Perú 2008 en un partido de la fase de grupos decisiva contra Atlético Torino, que terminó en un empate 1-1. CNI derrotó a la postre campeona Sport Huancayo por 1-0 en el primer partido de la última ronda y también empató 2-2 con Cobresol FBC de Moquegua. El Ascenso a Primera División apenas duró tres temporadas ya que siempre estuvo en la zona baja de la tabla, en el 2011 el cuadro albo se ubicó en 15° lugar y quedó relegado a Segunda División.
CNI, debido a finalizar en el penúltimo puesto en el 2011, debía jugar la Segunda del año siguiente, torneo al cual no se presentó debido a los problemas económicos que poseía. Fue relegado a la Copa Perú ese mismo año, siendo uno de los representantes loretanos en esa edición, pero siendo eliminado en la Región III. Para 2013 estuvo en la Etapa distrital de Iquitos en la Copa Perú, quedando en las últimas posiciones y descendiendo a la Segunda división distrital de Iquitos, siendo ese año su última participación en el fútbol.

## Uniforme
- Uniforme titular: Camiseta blanca, pantalón blanco, medias blancas.
- Uniforme alternativo: Camiseta verdes, pantalón blanco, medias verdes.

### Indumentaria y patrocinador
| Periodo       | Proveedor |
| ------------- | --------- |
| 1985 - 1986   |           |
| 1987 - 1989   |           |
| 1992 - 1997   |           |
| 2007-2008     |           |
| 2009-2010     |           |
| 2011          |           |
| 2022-presente | Astro     |

| Periodo     | Patrocinador   |
| ----------- | -------------- |
| 1982 - 1991 | Inca Kola      |
| 1992        | Polmer         |
| 2009        | Cerveza Franca |
| 2010        | KR             |

### Hinchada
El club Colegio Nacional Iquitos es el equipo emblemático y popular de mayor arraigo popular de la ciudad de Iquitos, y es considerado uno de los más populares de la selva peruana.

### Barras organizadas
El Vendaval de la Selva es barra del equipo albo, fue fundada 12 de agosto del 2009 que se ubican en la tribuna popular sur cuando juega de local el CNI, siempre alentando al club.

## Estadio
El Estadio Max Augustín es un estadio multiusos y multitudinario ubicado en la localidad peruana nor-oriental de Iquitos, a orillas del Río Amazonas. Fue inaugurado en el año 1942, y reconstruido en su totalidad para la Copa Mundial de Fútbol Sub-17 de 2005. El nombre de este estadio es materia de reiteradas controversias periodísticas, por lo que con frecuencia aparece también en diarios y revistas como «Max Agustin». El estadio puede contener a 24.576  personas. Tiene una cancha de fútbol con césped artificial y una pista atlética.
Escenario habitual del club de fútbol Colegio Nacional Iquitos, juegue sus partidos de Copa Perú en este recinto.
Como gran característica que posee, es uno de los dos estadios peruano que no tiene malla de separación entre las tribunas y la cancha de juego.

## Datos del club
- Puesto histórico: 12.º
- Primera División: 23 (1973-1992; 2009-2011)[1]
- Mejor puesto en 1ª División: 1.° (1977)
- Peor puesto en 1ª División: 15.° (2011)
- Mayor Goleada Conseguida:
  - En campeonatos nacionales de local: Colegio Nacional Iquitos 7:0 Deportivo Junín (1984)[7]
  - En campeonatos nacionales de visita: José Gálvez 2:6 Colegio Nacional Iquitos (28 de noviembre de 2010)[8]
- Mayor Goleada Recibida:
  - En campeonatos nacionales de local: Colegio Nacional Iquitos 0:4 Alianza Lima (12 de abril de 2010)[9]
  - En campeonatos nacionales de visita: Alianza Lima 8:0 Colegio Nacional Iquitos (31 de marzo de 1979)[7]

## Jugadores
Notables jugadores de fútbol jugado por la CNI como el equipo nacional de titulares Ottorino Sartor, Juan "Papelito" Cáceres y Ramón Quiroga, defensores como César Adriazola, Juan Manuel Toyco, Roberto Arrelucea, Ernesto Guillén, Florentino Bernaola, Rufino Bernales e Israel Quijandría, además de los delanteros Juan José Oré, Bernabé Navarro, Ernesto Neyra, Juan del Águila, Nehemías Mera y Ricardo Vinatea.

## Entrenadores
- Pedro Valdivieso (1967)
- Juvenal Tello Lezama (1971)
- David Rodríguez (1973-1975)
- Alberto Terry (1976)
- César Cubilla (1976)
- Alejandro Heredia (1977-1978)
- César Cubilla (1978-1979)
- Alejandro Heredia (1979-1980)
- Víctor Benítez (1980)
- Máximo Carrasco (1980)
- Roberto Chale (1981)
- Luis Zavala (1982)
- Máximo Carrasco (1983)
- Víctor Zegarra (1984)
- José Fernández (1984-1985)
- Alejandro Heredia (1985)
- Miguel Company (1985)
- Alejandro Heredia (1986)
- Henry Perales (1986)
- Luis Zacarías (1987-1988)
- Pastor Paredes (1989-1990)
- Henry Perales (1991-1992)
- Julián Céspedes (1992)
- Juan Manuel Toyco (1993)
- Miguel Silva (1994)
- Nehemías Mera (1995)
- Rubén Diaz (1996)
- Julián Céspedes (1997)
- Henry Perales (1998)
- Raúl Cardama Sinti (1999-2000)
- Julio Chong (2001)
- Moisés Barack (2002-2004)
- Ismael Quijandria (2004)
- Raúl Cardama Sinti (2005)
- Rufino Bernales Francia (2005)
- Raúl Cardama Sinti (2006)
- Jorge Machuca (2008-2009); Subcampeón Copa Perú 2008
- Luis Cubilla (2009)
- Marcial Salazar (2009)
- César Gonzales (2009-2010)
- Jorge Machuca (2010)
- Marcial Salazar (2010-2011)
- Emilio Montani (2012-2013)
- Walter Oliveira (2022)

## Palmarés

### Torneos nacionales
| Competición nacional | Títulos | Subcampeonatos |
| -------------------- | ------- | -------------- |
| Copa Perú (0/1)      |         | 2008.          |

### Torneos regionales
| Competición regional                            | Títulos                                                                             | Subcampeonatos |
| ----------------------------------------------- | ----------------------------------------------------------------------------------- | -------------- |
| Campeonato Regional - Zona Oriente (2/0)        | 1991-I, 1991-II.                                                                    |                |
| Etapa Regional - Región Oriente, VI, III (12/0) | 1967, 1968, 1969, 1970, 1971, 1973, 1993, 1996, 1997, 1998, 2002, 2006, 2008.       |                |
| Liga Departamental de Loreto (14/1)             | 1966, 1967, 1968, 1969, 1970, 1972, 1996, 1997, 1998, 2001, 2002, 2005, 2006, 2008. | 2007.          |
| Liga Provincial de Maynas (4/1)                 | 2002, 2006, 2007, 2008.                                                             | 2003.          |
| Liga Distrital de Iquitos (8/2)                 | 1966, 1967, 1968, 1969, 1970, 1972, 2005, 2008.                                     | 1954, 1965.    |

## Filiales

### CNI FC
El CNI FC fue una filial del club fundada el 1 de junio de 1991. Hizo su mejor campaña en la Copa Perú 2013 donde llegó a la Etapa Nacional siendo eliminado por Unión Huaral en octavos de final. En la Copa Perú 2014 llegó hasta la Etapa Regional y luego de esa campaña no volvió a participar.
Entrenadores: 
- Marcial Salazar (2013)
- Orlando Maltese (2013-2014)
- Lizandro Barbarán (2019)

### Estudiantil CNI
El Club Deportivo Estudiantil CNI, es una filial del club fundada el 30 de julio de 1996 en el mismo Colegio Nacional de Iquitos, desde la temporada 2025 participa en la Liga 3. La intención de los fundadores, era que el CNI tenga un equipo representativo a nivel de menores y participe en la Copa Federación. Antes de su ascenso a la tercera categoría Estudiantil CNI era un constante animador en la Liga Distrital de Iquitos e incluso, llegó hasta el Cuadrangular Final en la Copa Perú 2017, en la cual finalizó en el tercer lugar.